# Iomar do Nascimento
Iomar do Nascimento, noto come Mazinho (Santa Rita, 8 aprile 1966), è un procuratore sportivo, allenatore di calcio ed ex calciatore brasiliano, di ruolo centrocampista.

## Biografia
Sposato con l'ex pallavolista Valeria Alcántara, ha avuto due figli anche loro calciatori, Thiago Alcántara e Rafinha. È membro degli Atleti di Cristo.

## Caratteristiche tecniche
Impiegato solitamente come centrocampista difensivo, era versatile al punto da poter giocare in molti altri ruoli. Iniziò come difensore centrale; nelle giovanili il suo ruolo d'impostazione era centrocampista, ma al Vasco da Gama giocò soprattutto come difensore laterale sinistro. In nazionale gli capitò anche di giocare come laterale destro. Giocatore dotato di tecnica, era capace di calciare con entrambi i piedi con precisione; si caratterizzava per abilità nel dribbling e discreta scelta di tempo negli interventi.

## Carriera

### Giocatore

#### Club

Mazinho alla Fiorentina nella stagione 1991-1992

Nato nello Stato di Paraíba, iniziò a giocare a livello giovanile nel Santa Cruz-PB, formazione della città di Santa Rita (Paraíba). Si trasferì poi al Vasco da Gama, con cui esordì a livello professionistico nel Campionato Carioca del 1985, il 30 novembre contro il Flamengo. Nel 1986 giocò la sua prima stagione nella massima serie nazionale, disputando 26 gare, prevalentemente da titolare, con 2 gol; nel campionato statale ottenne 20 presenze. Nel 1987 vinse il Campionato Carioca, nel corso del quale disputò 27 partite, con 1 gol: in àmbito nazionale assommò 15 presenze. Nel 1988 scese in campo 20 volte in prima divisione nazionale (4 reti) e 18 nella massima serie statale. Nel 1989 giocò 18 incontri per torneo, per un totale di 36 gare, con 1 gol nel campionato nazionale. Nel 1990 giocò solo il campionato statale, il Carioca, 17 gare e 1 gol.
Si trasferì poi in Italia, al Lecce, che lo ingaggiò per sostituire Ubaldo Righetti. Con la squadra salentina disputò 34 partite nel campionato di Serie A 1990-1991, con 2 reti segnate, e una in Coppa Italia, con un gol all'attivo. Per la stagione di Serie A 1991-1992 venne acquistato dalla Fiorentina per 8 miliardi di lire. Mazinho giocò 21 gare di campionato, venendo impiegato come centrocampista, e non segnò alcuna rete: in Coppa Italia venne utilizzato in tre incontri.
Venne poi ceduto al Palmeiras, con cui disputò delle buone stagioni nel Campionato paulista e nel campionato nazionale, vincendo un titolo brasiliano nel 1993. Tornò poi in Europa, al Valencia, con cui giocò 31 partite nella Primera División 1994-1995; nel 1995-1996 ne disputò 40. Fu poi ceduto al Celta Vigo, con cui giocò 3 stagioni da titolare e sei partite nella Primera División 1999-2000, per un totale di 114 incontri e otto reti. Nel 2000 scese in seconda divisione con l'Elche, con cui fu impiegato per 17 partite. Chiuse la carriera nel 2001.

#### Nazionale
Mazinho fu convocato per il torneo calcistico ai giochi olimpici di Seul 1988; non giocò però alcun incontro durante la competizione, non ottenendo quindi presenze con la nazionale olimpica brasiliana. Esordì in nazionale maggiore il 10 maggio 1989 contro il Perù: giocò una serie di amichevoli quell'anno, disputando un'altra partita contro i peruviani (24 maggio), una con il Portogallo (6 giugno), una con la Danimarca (19 giugno) e una con la Svizzera (21 giugno). Durante la Copa América 1989 in Brasile giocò 6 partite, la maggior parte delle quali da titolare, vincendo il trofeo: durante la competizione fu impiegato sia come difensore laterale che come centrocampista.
Dopo aver giocato nelle qualificazioni al campionato del mondo 1990, fu incluso nella lista dei convocati dal CT Lazaroni. Concluse il 1989 con 16 gare giocate con la Nazionale. Nel 1990 disputò una sola partita, l'amichevole con la Germania Est, e al Mondiale non fu mai impiegato, poiché Lazaroni, anche per motivi tattici, gli preferì Jorginho. Nel 1991, dopo aver giocato due amichevoli con Romania e Bulgaria, partecipò alla Copa América 1993 in Ecuador, assommando 7 presenze. Mazinho fu poi convocato per il campionato del mondo 1994: benché non fosse inizialmente tra i titolari, divenne una prima scelta con il progredire del torneo e giocò, peraltro, anche la finale contro l'Italia.

## Statistiche

### Presenze e reti nei club
| Stagione             | Squadra              | Campionato           | Campionato | Campionato | Coppe nazionali | Coppe nazionali | Coppe nazionali | Coppe continentali | Coppe continentali | Coppe continentali | Altre coppe | Altre coppe | Altre coppe | Totale | Totale |
| Stagione             | Squadra              | Comp                 | Pres       | Reti       | Comp            | Pres            | Reti            | Comp               | Pres               | Reti               | Comp        | Pres        | Reti        | Pres   | Reti   |
| -------------------- | -------------------- | -------------------- | ---------- | ---------- | --------------- | --------------- | --------------- | ------------------ | ------------------ | ------------------ | ----------- | ----------- | ----------- | ------ | ------ |
| 1985                 | Vasco da Gama        | A1/RJ                | 1          | 0          |                 |                 |                 |                    |                    |                    |             |             |             | 1      | 0      |
| 1986                 | Vasco da Gama        | A1/RJ+A              | 20+26      | 0+2        |                 |                 |                 |                    |                    |                    |             |             |             | 46     | 2      |
| 1987                 | Vasco da Gama        | A1/RJ+A              | 27+15      | 1+0        |                 |                 |                 |                    |                    |                    |             |             |             | 42     | 1      |
| 1988                 | Vasco da Gama        | A1/RJ+A              | 18+20      | 0+4        |                 |                 |                 |                    |                    |                    |             |             |             | 38     | 4      |
| 1989                 | Vasco da Gama        | A1/RJ+A              | 18+18      | 0+1        |                 |                 |                 |                    |                    |                    |             |             |             | 36     | 1      |
| 1990                 | Vasco da Gama        | A1/RJ+A              | 17+0       | 1          |                 |                 |                 | CL                 | 6                  | 0                  | SB          | 2           | 0           | 25     | 1      |
| Totale Vasco da Gama | Totale Vasco da Gama | Totale Vasco da Gama | 180        | 9          |                 |                 |                 |                    | 6                  | 0                  |             | 2           | 0           | 188    | 9      |
| 1990-1991            | Lecce                | A                    | 34         | 2          | CI              | 1               | 1               |                    |                    |                    |             |             |             | 35     | 3      |
| 1991-1992            | Fiorentina           | A                    | 21         | 0          | CI              | 2               | 0               |                    |                    |                    |             |             |             | 23     | 0      |
| 1992-1993            | Fiorentina           | A                    | 0          | 0          | CI              | 1               | 0               |                    |                    |                    |             |             |             | 1      | 0      |
| Totale Fiorentina    | Totale Fiorentina    | Totale Fiorentina    | 21         | 0          |                 | 3               | 0               |                    |                    |                    |             |             |             | 24     | 0      |
| 1992                 | Palmeiras            | A1/SP                | 0          | 0          |                 |                 |                 |                    |                    |                    |             |             |             | 0      | 0      |
| 1993                 | Palmeiras            | A1/SP+A              | ?+20       | ?+0        |                 |                 |                 |                    |                    |                    |             |             |             | 20+    | 0+     |
| 1994                 | Palmeiras            | A1/SP+A              | ?+0        | ?+0        |                 |                 |                 |                    |                    |                    |             |             |             | 0+     | 0+     |
| Totale Palmeiras     | Totale Palmeiras     | Totale Palmeiras     | 20+        | 0+         |                 |                 |                 |                    |                    |                    |             |             |             | 20+    | 0+     |
| 1994-1995            | Valencia             | PD                   | 31         | 0          | CR              | ?               | ?               |                    |                    |                    |             |             |             | 31+    | 0+     |
| 1995-1996            | Valencia             | PD                   | 40         | 0          | CR              | ?               | ?               |                    |                    |                    |             |             |             | 40+    | 0+     |
| Totale Valencia      | Totale Valencia      | Totale Valencia      | 71         | 0          |                 | ?               | ?               |                    |                    |                    |             |             |             | 71+    | 0+     |
| 1996-1997            | Celta Vigo           | PD                   | 40         | 3          | CR              | ?               | ?               |                    |                    |                    |             |             |             | 40+    | 3+     |
| 1997-1998            | Celta Vigo           | PD                   | 37         | 1          | CR              | ?               | ?               |                    |                    |                    |             |             |             | 37+    | 1+     |
| 1998-1999            | Celta Vigo           | PD                   | 31         | 4          | CR              | ?               | ?               | CU                 | 8                  | 1                  |             |             |             | 39+    | 5+     |
| 1999-2000            | Celta Vigo           | PD                   | 6          | 0          | CR              | ?               | ?               | CU                 | 2                  | 0                  |             |             |             | 8+     | 0+     |
| Totale Celta Vigo    | Totale Celta Vigo    | Totale Celta Vigo    | 114        | 8          |                 | ?               | ?               |                    | 10                 | 1                  |             |             |             | 124+   | 9+     |
| 2000-2001            | Elche                | SD                   | 17         | 0          | CR              | ?               | ?               |                    |                    |                    |             |             |             | 17+    | 0+     |
| 2001                 | Vitória              | A                    | 15         | 0          |                 |                 |                 |                    |                    |                    |             |             |             | 15     | 0      |
| Totale carriera      | Totale carriera      | Totale carriera      | 472+       | 19         |                 | 4+              | 1+              |                    | 16                 | 1                  |             | 2           | 0           | 494+   | 21+    |

### Cronologia presenze e reti in Nazionale
| Cronologia completa delle presenze e delle reti in nazionale ― Brasile | Cronologia completa delle presenze e delle reti in nazionale ― Brasile | Cronologia completa delle presenze e delle reti in nazionale ― Brasile | Cronologia completa delle presenze e delle reti in nazionale ― Brasile | Cronologia completa delle presenze e delle reti in nazionale ― Brasile | Cronologia completa delle presenze e delle reti in nazionale ― Brasile | Cronologia completa delle presenze e delle reti in nazionale ― Brasile | Cronologia completa delle presenze e delle reti in nazionale ― Brasile |
| Data                                                                   | Città                                                                  | In casa                                                                | Risultato                                                              | Ospiti                                                                 | Competizione                                                           | Reti                                                                   | Note                                                                   |
| ---------------------------------------------------------------------- | ---------------------------------------------------------------------- | ---------------------------------------------------------------------- | ---------------------------------------------------------------------- | ---------------------------------------------------------------------- | ---------------------------------------------------------------------- | ---------------------------------------------------------------------- | ---------------------------------------------------------------------- |
| 10-5-1989                                                              | Fortaleza                                                              | Brasile                                                                | 4 – 1                                                                  | Perù                                                                   | Amichevole                                                             | -                                                                      |                                                                        |
| 24-5-1989                                                              | Lima                                                                   | Perù                                                                   | 1 – 1                                                                  | Brasile                                                                | Amichevole                                                             | -                                                                      | Uscita                                                                 |
| 8-6-1989                                                               | Rio de Janeiro                                                         | Brasile                                                                | 4 – 0                                                                  | Portogallo                                                             | Amichevole                                                             | -                                                                      |                                                                        |
| 18-6-1989                                                              | Copenaghen                                                             | Danimarca                                                              | 4 – 0                                                                  | Brasile                                                                | Amichevole                                                             | -                                                                      | 64’                                                                    |
| 21-6-1989                                                              | Basilea                                                                | Svizzera                                                               | 1 – 0                                                                  | Brasile                                                                | Amichevole                                                             | -                                                                      |                                                                        |
| 1-7-1989                                                               | Salvador                                                               | Brasile                                                                | 3 – 1                                                                  | Venezuela                                                              | Coppa America 1989 - 1º turno                                          | -                                                                      |                                                                        |
| 7-7-1989                                                               | Salvador                                                               | Brasile                                                                | 0 – 0                                                                  | Colombia                                                               | Coppa America 1989 - 1º turno                                          | -                                                                      |                                                                        |
| 9-7-1989                                                               | Recife                                                                 | Brasile                                                                | 2 – 0                                                                  | Paraguay                                                               | Coppa America 1989 - 1º turno                                          | -                                                                      |                                                                        |
| 12-7-1989                                                              | Rio de Janeiro                                                         | Brasile                                                                | 2 – 0                                                                  | Argentina                                                              | Coppa America 1989 - 2º turno                                          | -                                                                      |                                                                        |
| 14-7-1989                                                              | Rio de Janeiro                                                         | Brasile                                                                | 3 – 0                                                                  | Paraguay                                                               | Coppa America 1989 - 2º turno                                          | -                                                                      |                                                                        |
| 16-7-1989                                                              | Rio de Janeiro                                                         | Brasile                                                                | 1 – 0                                                                  | Uruguay                                                                | Coppa America 1989 - 2º turno                                          | -                                                                      |                                                                        |
| 23-7-1989                                                              | Rio de Janeiro                                                         | Brasile                                                                | 1 – 0                                                                  | Giappone                                                               | Amichevole                                                             | -                                                                      | 13’                                                                    |
| 30-7-1989                                                              | Caracas                                                                | Venezuela                                                              | 0 – 4                                                                  | Brasile                                                                | Qual. Mondiali 1990                                                    | -                                                                      |                                                                        |
| 13-8-1989                                                              | Santiago del Cile                                                      | Cile                                                                   | 1 – 1                                                                  | Brasile                                                                | Qual. Mondiali 1990                                                    | -                                                                      | 77’                                                                    |
| 14-10-1989                                                             | Bologna                                                                | Italia                                                                 | 0 – 1                                                                  | Brasile                                                                | Amichevole                                                             | -                                                                      |                                                                        |
| 14-11-1989                                                             | João Pessoa                                                            | Brasile                                                                | 1 – 1                                                                  | Jugoslavia                                                             | Amichevole                                                             | -                                                                      |                                                                        |
| 13-5-1990                                                              | Rio de Janeiro                                                         | Brasile                                                                | 3 – 3                                                                  | Germania Est                                                           | Amichevole                                                             | -                                                                      | 70’                                                                    |
| 28-5-1991                                                              | Uberlândia                                                             | Brasile                                                                | 3 – 1                                                                  | Bulgaria                                                               | Amichevole                                                             | -                                                                      | 67’                                                                    |
| 27-6-1991                                                              | Curitiba                                                               | Brasile                                                                | 1 – 1                                                                  | Argentina                                                              | Amichevole                                                             | -                                                                      |                                                                        |
| 9-7-1991                                                               | Viña del Mar                                                           | Brasile                                                                | 2 – 1                                                                  | Bolivia                                                                | Coppa America 1991 - 1º turno                                          | -                                                                      | 63’                                                                    |
| 11-7-1991                                                              | Viña del Mar                                                           | Brasile                                                                | 1 – 1                                                                  | Uruguay                                                                | Coppa America 1991 - 1º turno                                          | -                                                                      |                                                                        |
| 13-7-1991                                                              | Viña del Mar                                                           | Colombia                                                               | 2 – 0                                                                  | Brasile                                                                | Coppa America 1991 - 1º turno                                          | -                                                                      | Ammonizione                                                            |
| 15-7-1991                                                              | Viña del Mar                                                           | Brasile                                                                | 3 – 1                                                                  | Ecuador                                                                | Coppa America 1991 - 1º turno                                          | -                                                                      |                                                                        |
| 17-7-1991                                                              | Santiago del Cile                                                      | Argentina                                                              | 3 – 2                                                                  | Brasile                                                                | Coppa America 1991 - 2º turno                                          | -                                                                      | 31’                                                                    |
| 21-7-1991                                                              | Santiago del Cile                                                      | Cile                                                                   | 0 – 2                                                                  | Brasile                                                                | Coppa America 1991 - 2º turno                                          | -                                                                      | Ammonizione                                                            |
| 23-3-1994                                                              | Buenos Aires                                                           | Argentina                                                              | 0 – 2                                                                  | Brasile                                                                | Amichevole                                                             | -                                                                      | 68’                                                                    |
| 4-5-1994                                                               | Florianópolis                                                          | Brasile                                                                | 3 – 0                                                                  | Islanda                                                                | Amichevole                                                             | -                                                                      |                                                                        |
| 5-6-1994                                                               | Edmonton                                                               | Canada                                                                 | 1 – 1                                                                  | Brasile                                                                | Amichevole                                                             | -                                                                      | 46’                                                                    |
| 12-6-1994                                                              | Fresno                                                                 | El Salvador                                                            | 0 – 4                                                                  | Brasile                                                                | Amichevole                                                             | -                                                                      |                                                                        |
| 20-6-1994                                                              | Stanford                                                               | Brasile                                                                | 2 – 0                                                                  | Russia                                                                 | Mondiali 1994 - 1º turno                                               | -                                                                      | 80’                                                                    |
| 28-6-1994                                                              | Detroit                                                                | Brasile                                                                | 1 – 1                                                                  | Svezia                                                                 | Mondiali 1994 - 1º turno                                               | -                                                                      | 46’                                                                    |
| 4-7-1994                                                               | Stanford                                                               | Brasile                                                                | 1 – 0                                                                  | Stati Uniti                                                            | Mondiali 1994 - Ottavi di finale                                       | -                                                                      | 8’                                                                     |
| 9-7-1994                                                               | Dallas                                                                 | Paesi Bassi                                                            | 2 – 3                                                                  | Brasile                                                                | Mondiali 1994 - Quarti di finale                                       | -                                                                      | 81’                                                                    |
| 13-7-1994                                                              | Pasadena                                                               | Brasile                                                                | 1 – 0                                                                  | Svezia                                                                 | Mondiali 1994 - Semifinale                                             | -                                                                      | 46’                                                                    |
| 17-7-1994                                                              | Pasadena                                                               | Italia                                                                 | 0 – 0 dts (2 – 3 dtr)                                                  | Brasile                                                                | Mondiali 1994 - Finale                                                 | -                                                                      | 4’                                                                     |
| Totale                                                                 |                                                                        | Presenze                                                               | 35                                                                     |                                                                        | Reti                                                                   | 0                                                                      |                                                                        |

## Palmarès

Mazinho, Pedro Pablo Pasculli e Sergej Alejnikov durante un allenamento allo stadio Via del mare ai tempi della loro militanza nel, nella stagione 1990-1991

### Giocatore

#### Club

##### Competizioni statali
- Campionato Carioca: 1

Vasco da Gama: 1987, 1988
- Taça Guanabara: 2

Vasco da Gama: 1987, 1990
- Campionato paulista: 2

Palmeiras: 1993, 1994
- Torneo Rio-San Paolo: 1

Palmeiras: 1993

##### Competizioni nazionali
- Campionato brasiliano: 3

Vasco da Gama: 1989
Palmeiras: 1993, 1994

#### Nazionale
- Argento olimpico: 1

Seul 1988
- Coppa America: 1

Brasile 1989
- Campionato mondiale: 1

Stati Uniti 1994

#### Individuale
- Equipo Ideal de América: 1

1989